# A Short Hike
Vous lisez un « article de qualité » labellisé en 2022.
A Short Hike est un jeu vidéo d'aventure indépendant développé par le Canadien Adam Robinson-Yu. Il sort en avril 2019 sur Windows, macOS et Linux, d'abord en exclusivité via l'abonnement Humble Monthly, puis de façon libre en juillet de la même année. Il est ensuite porté sur Nintendo Switch en août 2020 et sur PlayStation 4 et Xbox One en novembre 2021.
Dans A Short Hike, le joueur incarne Claire, un oiseau anthropomorphique en vacances sur une île où il n'y a pas de réseau téléphonique. Pour parvenir à recevoir un appel important, elle se lance dans l'ascension de la montagne en son centre. Elle sait escalader des parois rocheuses et donner des coups d'ailes pour se donner un élan dans les airs, au prix de plumes dorées — trouvables en explorant l'île — qui correspondent à une jauge d'endurance. Au cours de l'aventure, le joueur rencontre divers personnages et peut accomplir des tâches pour les aider. Certains objets à collecter lui permettent aussi de découvrir l'île et d'explorer tous ses recoins.
Le jeu est globalement bien reçu par la presse spécialisée, qui le décrit comme une expérience paisible et qui loue notamment son style visuel et ses dialogues, même si sa courte durée de vie est parfois critiquée. Il est en outre souvent comparé dans son level design à un mélange de The Legend of Zelda: Breath of the Wild avec la série Animal Crossing. Il est primé par la profession à l'Independent Games Festival de 2020 du « Grand Prix Seumas McNally » — équivalent du prix du meilleur jeu indépendant de l'année — et du prix du public.

## Système de jeu
A Short Hike est un jeu d'aventure dont le gameplay repose sur l'exploration.   

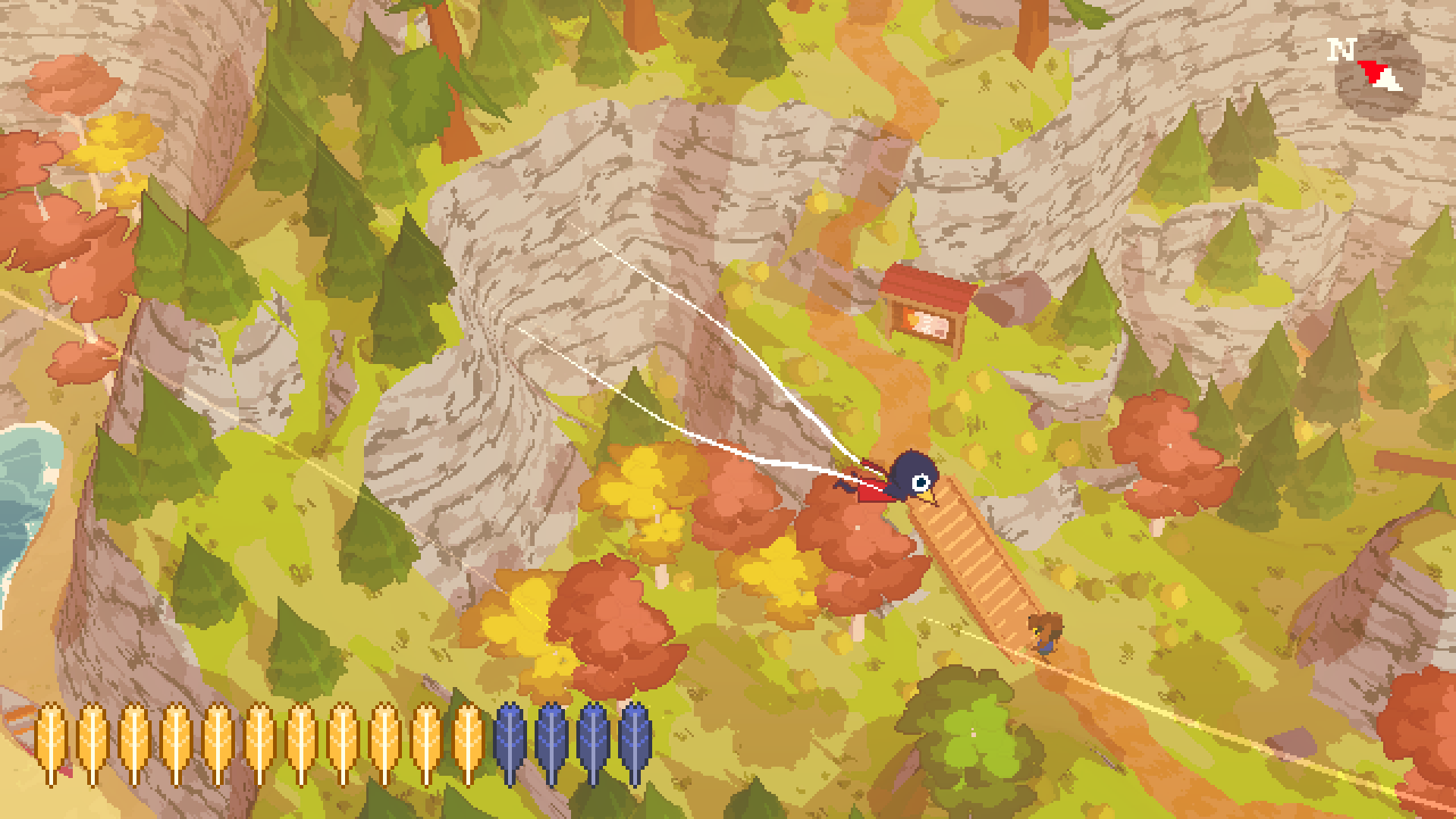
Le personnage incarné par le joueur, Claire, peut planer au-dessus du parc de façon illimitée. Le nombre de plumes dorées, visible en bas à gauche, limite des actions telles que s'envoler plus haut ou grimper.

Le joueur prend le contrôle de Claire, un oiseau anthropomorphique, qui a pour objectif d'escalader la montagne au centre de l'île, nommée Hawk Peak. Elle a la capacité de marcher, nager, planer dans les airs et, à l'instar de Link, le héros de The Legend of Zelda: Breath of the Wild (2017), elle peut escalader les parois rocheuses avec comme limite une jauge d'endurance qui se remplit à nouveau une fois que le personnage revient sur le sol. Cette jauge est matérialisée par le nombre de plumes dorées que Claire a récupérées, visibles en bas à gauche de l'écran. Claire peut, en outre, donner des coups d'ailes pour aller encore plus haut ou courir lorsqu'elle est au sol — ceci nécessite toutefois des chaussures de course, obtenues après une quête —, ce qui fait également descendre la jauge d'endurance,.
Il est possible d'augmenter la taille de la jauge d'endurance en récupérant de nouvelles plumes dorées, vingt-et-un étant disponibles sur l'île — vingt sur la version originale du jeu, une supplémentaire ayant été ajoutée avec un mini-jeu lié au bateau pour la version Nintendo Switch,. Ces dernières sont soit dissimulées sur le sol et dans des coffres, soit données par des personnages après une quête, ou soit achetées,. Des panneaux disposés sur les sentiers indiquent au joueur qu'il lui faudra au moins sept plumes dorées pour parvenir au sommet de l'île, bien qu'il soit en réalité possible de le faire sans aucune grâce à des chemins alternatifs. Deux plumes argentées, encore plus rares, sont aussi trouvables ; elles sont indépendantes de la jauge d'endurance mais permettent d'augmenter les vitesses de grimpe et de planage de Claire.

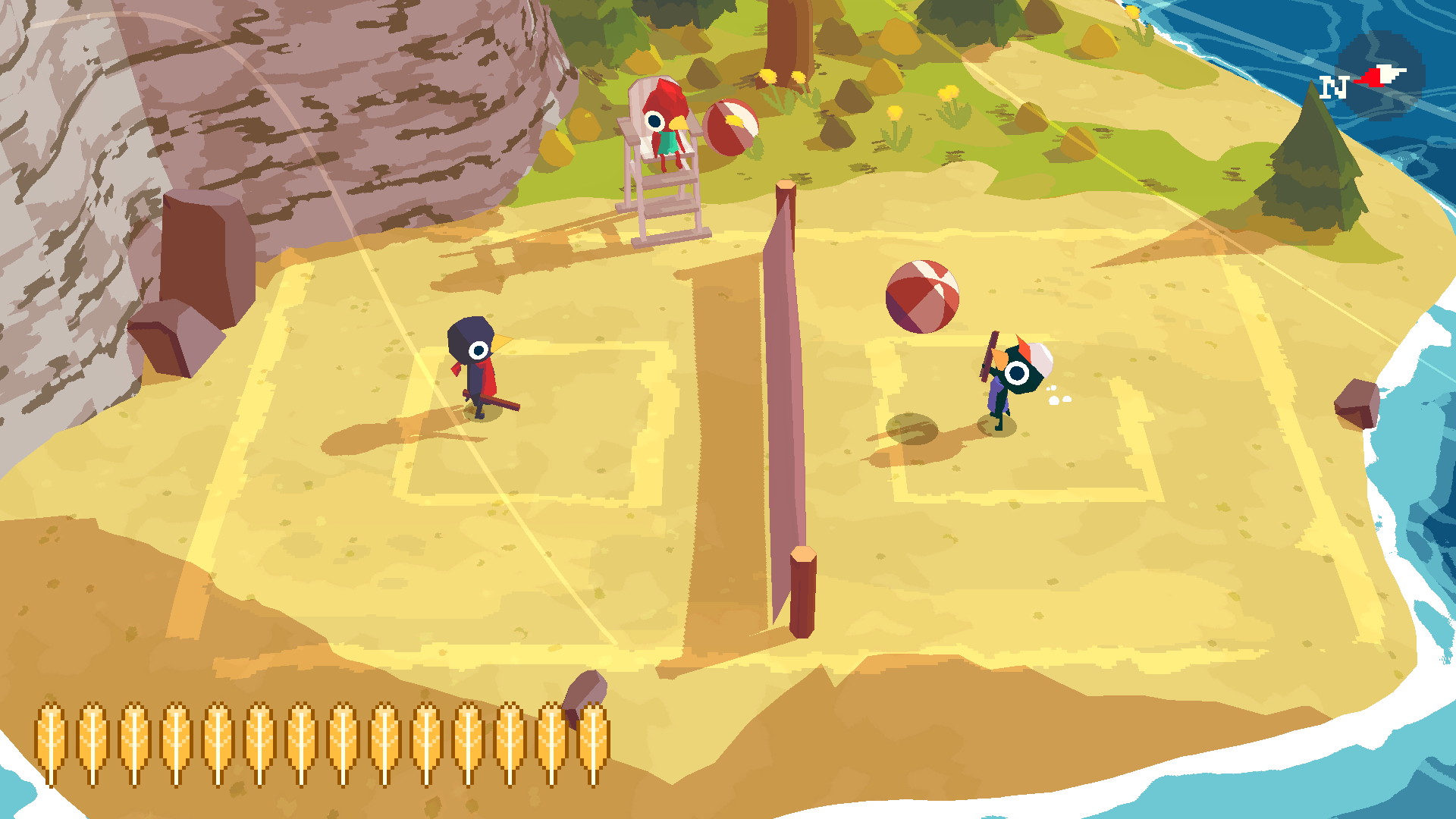
Le joueur peut interagir avec de nombreux autres animaux du parc et participer à des activités secondaires, dont le beachstickball.

Au cours de l'aventure, le joueur obtient divers objets qui lui permettent d'explorer davantage l'île et de trouver des secrets, dont notamment une pelle, une pioche et un seau. Une fois qu'il a obtenu la canne à pêche de la part de l'hippopotame Bill, le joueur peut pêcher. Les poissons attrapés peuvent ensuite être échangés au pélican capitaine d'un bateau contre une récompense. En parallèle à la quête principale d'ascension de la montagne, le joueur peut venir en aide à divers personnages,. Parmi ces quêtes secondaires, on trouve notamment la recherche d'objets trouvés ou des mini-jeux tels que le « beachstickball », une adaptation coopérative du volley-ball se jouant avec un morceau de bois,. Ces mini-jeux ou endroits secrets sont volontairement répartis sur l'île, d'après le développeur, afin qu'il ne soit pas assuré que tous les joueurs les rencontrent lors de leur partie de découverte.
Les diverses quêtes peuvent permettre à Claire d'obtenir des objets lui facilitant l'exploration de l'île, comme des chaussures de course ou une boussole, mais toutes les interactions ne permettent pas nécessairement d'obtenir quoi que ce soit en retour. Finalement, Claire peut aussi collecter sur l'île des objets tels que des coquillages ou des pièces, qui lui servent à accomplir certaines quêtes.

## Trame
Le protagoniste et personnage principal est Claire, un jeune oiseau s'apprêtant à passer ses vacances dans le parc de Hawk Peak, où sa tante May travaille comme garde forestière,.

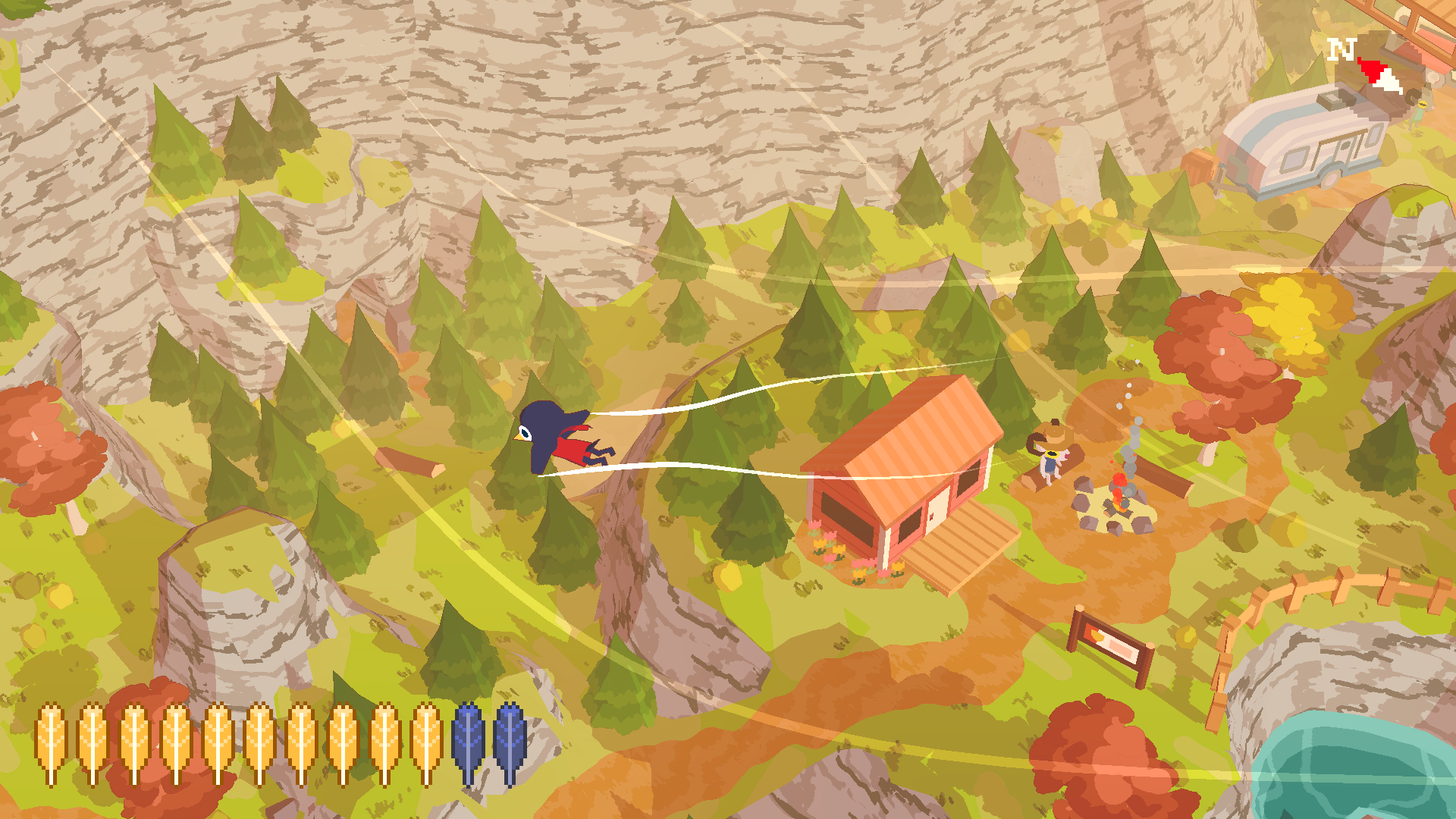
Le ranger Jon, le bouc visible en bas à droite, peut vendre des plumes dorées au joueur. Toutefois, il n'en dispose que de deux et incite donc Claire à s'en procurer de nouvelles par d'autres moyens.

Dans une scène d'ouverture, la mère de Claire la conduit à un ferry qui l'emmènera au parc pour l'été. Lorsque Claire arrive, sa tante l'informe qu'il n'y a pas de réseau mobile pour son téléphone portable dans le parc, sauf au niveau de Hawk Peak, le point culminant de l'île,. Claire n'a jamais fait de randonnée sur le sentier de Hawk Peak auparavant, mais elle attend un appel important et sa tante lui conseille donc de se rendre au sommet,.
C'est ensuite au joueur de décider si Claire peut flâner pour interagir et aider les autres animaux de l'île, ou si elle se dirige directement vers Hawk Peak. Un panneau au pied de la montagne prévient qu'il s'agit d'une randonnée ardue, et d'autres personnages feront remarquer que le sentier est trop difficile pour eux.

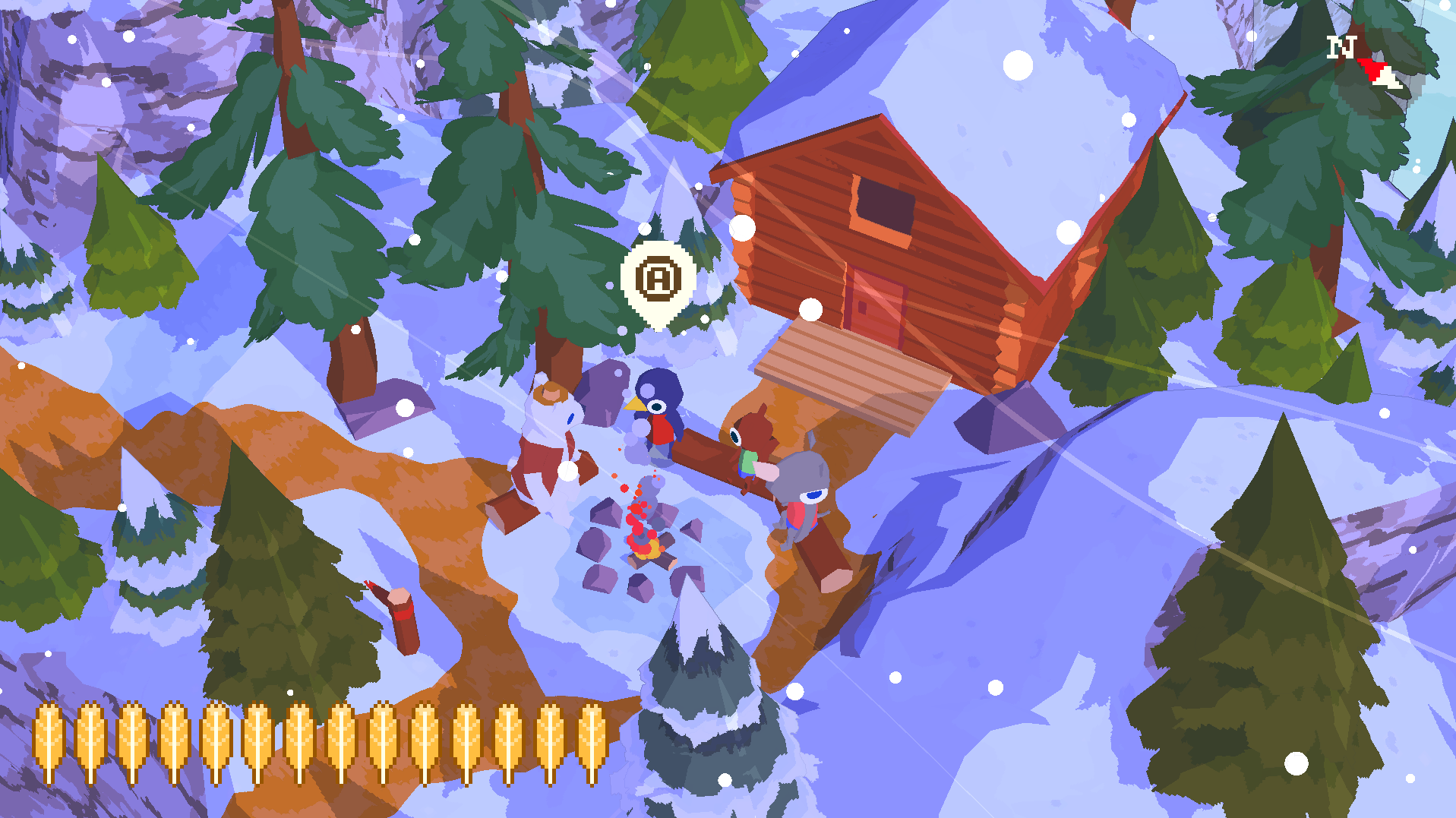
À mesure que Claire progresse, le climat se rafraîchit et l'ascension devient plus complexe.

Lorsque Claire atteint le sommet, elle se félicite d'y être parvenue et s'assoit devant une aurore boréale. Bientôt, son téléphone portable sonne, révélant qu'elle attendait en fait un appel de sa mère,. Cette dernière lui confie avoir subi une intervention chirurgicale après l'avoir déposée la veille. Claire est contrariée de ne pas avoir été là pour elle, mais sa mère lui dit qu'elle est fière d'elle après son ascension de Hawk Peak. L'appel est interrompu lorsqu'un courant ascendant émerge de la montagne et après que la mère de Claire l'incite à l'emprunter avant qu'il ne disparaisse.
Claire peut alors retourner auprès de sa tante, à qui elle explique toutes les activités annexes qu'elle a pratiquées pendant sa randonnée. Le jeu se conclut lorsque Claire décide de rentrer à sa cabine pour se reposer de l'après-midi qu'elle vient de passer.

## Développement

### Prémices
Adam Robinson-Yu est un développeur torontois qui crée des jeux vidéos depuis l'université, où il était dans l'association de développement de jeu vidéo. Il en a notamment publié plusieurs gratuitement sur la plateforme itch.io en parallèle de son travail dans le génie logiciel, puis en a développé et commercialisé un avec des amis : Pitfall Planet (2016),. En 2018, il décide de faire une pause dans le développement de son jeu alors en prototype depuis plus d'un an, un jeu vidéo de rôle inspiré de la série Paper Mario et principalement des mécaniques de Paper Mario : La Porte millénaire (2004),. Il évoque que la forte charge de travail, notamment sur la rédaction des dialogues, l'ont poussé au burn out sur ce projet,.

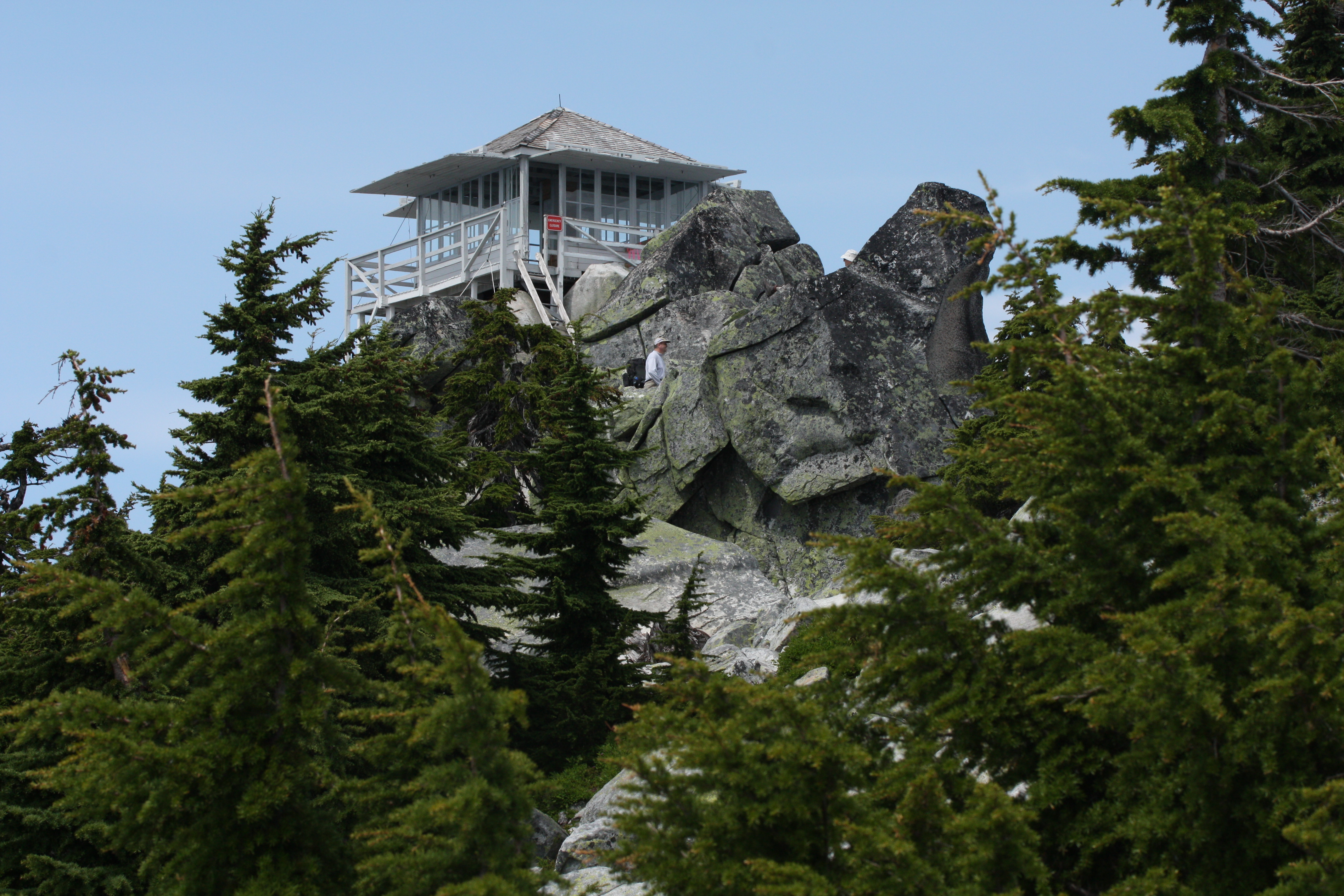
Vue de la tour de guet du mont Pilchuck, dans l'État du Washington, qu'Adam Robinson-Yu a visitée et qui a inspiré la tour présente en jeu.

Après un road trip avec des amis entre divers parcs nationaux du Canada et des États-Unis afin de se changer les idées, il lui vient l'inspiration de réaliser un jeu vidéo sur les parcs naturels,. Toutefois, il envisage d'abord plutôt un jeu de simulation et de gestion similaire à la série RollerCoaster Tycoon, où le joueur doit gérer son propre parc d'attractions. Il change ensuite d'avis en se concentrant sur le concept d'un « simulateur de randonnée » (en anglais : hiking simulator), confiant toutefois que son projet initial était en réalité assez éloigné de ce qu'est devenu A Short Hike,. Des lieux réels inspirent en conséquence certains monuments visibles dans le jeu, comme la tour de guet qui est une reproduction de celle du mont Pilchuck, dans l'État du Washington,. Il développe le prototype d'une île qu'il dessine telle qu'il aimerait pouvoir s'y balader pour se détendre,.
Il participe ensuite à Stugan, une compétition suédoise où des développeurs vivent dans des cabanes pendant deux mois afin de développer des jeux,,. Il y réalise avec Tim Dawson et Christopher Smith le prototype d'un jeu de randonnée appelé The Secret of Dank Mountain, avec notamment l'introduction du système de jauge d'endurance. Il décide toutefois de diverger des walking simulators usuels qui reposent principalement sur la narration, souhaitant plutôt retranscrire un sentiment d'évasion après la mauvaise expérience de développement sur son jeu de rôle. Il doute de plus un temps qu'un jeu court — ce qu'il souhaite réaliser, préférant un faible temps de développement — puisse connaître le succès, mais il change d'avis après avoir joué et observé la popularité d'exemples tels que la série Frog Detective ou Minit (2018),. Les jeux plus courts présentent également, selon lui, l'avantage d'être moins risqués en termes d'investissement personnel et de pouvoir toucher un plus grand panel de joueurs qui n'auraient potentiellement pas le temps de se consacrer à des titres avec une plus grande durée de vie.

### Équipe et outils
A Short Hike est un projet personnel d'Adam Robinson-Yu, qui assure la programmation, la direction artistique, le level design, le design sonore et l'écriture du titre,. Il est épaulé par Mark Sparling pour la musique ainsi que de façon plus générale par ses amis et sa famille. Par exemple, sa compagne Dawn Blair est à l'origine de certains modèles graphiques et d'une partie des dialogues, tandis que son ami David Czarnowski — avec qui il avait déjà travaillé sur son précédent projet Pitfal Planet — réalise le logo du titre.
Le jeu est développé grâce au moteur Unity. Adam Robinson-Yu utilise des outils existants et qu'il maîtrise déjà, tels que l'éditeur de terrain natif, l'intégration des manettes de jeu, la gestion de la caméra et les arbres de dialogues ; des ressources provenant de ses précédents projets sont aussi utilisées afin d'accélérer le temps de développement,,.
Après avoir reçu un financement via le programme Humble Original en janvier 2019, le développeur s'engage à sortir le jeu en quatre mois,. Il organise sa progression à l'aide d'une version simplifiée de la méthode agile Scrum,. Il produit successivement une première version puis une deuxième en un mois chacune, afin de garder un dernier mois pour corriger les bugs et prendre en compte les retours des joueurs-testeurs avec une sortie prévue pour avril 2019,. Toutefois, il donne la priorité à l'ajout de contenu plutôt qu'à la correction de petits bugs. Après la sortie du jeu au sein du programme Humble Monthly, Robinson-Yu lui consacre quatre ou cinq mois de développement supplémentaire pour le sortir sur la plateforme Steam.

### Conception

#### Level design

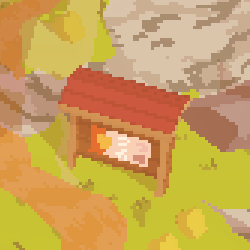
Il n'existe pas de carte de l'île disponible au joueur, ainsi les informations au sujet des directions sont fournies par des personnages ou des panneaux uniquement.

Adam Robinson-Yu cite comme « inspiration évidente » le jeu The Legend of Zelda: Breath of the Wild (2017), principalement en ce qui concerne le système d'endurance lors de l'escalade mais aussi au sujet de l'exploration. Il explique par exemple apprécier lorsqu'un jeu propose différentes voies, ce qui crée une incertitude chez le joueur au sujet de ce qu'il a peut-être manqué ; en conséquence, il désire que « se perdre fasse partie de l'expérience de jeu »,. Ainsi, les monuments, les mini-jeux, les différents objets à collectionner ou encore les sentiers divergents sont disposés sur l'île afin d'attirer le joueur en dehors des sentiers battus,,.
Il tente toutefois de dessiner le bas de l'île afin qu'elle présente une partie tutoriel près du point de départ du joueur, avec notamment des joueurs expliquant le concept de l'escalade et du vol. Toutefois, il se rend compte lors des phases de jeu de test que les joueurs ont tendance à ne même pas suivre le sentier de départ et à plutôt plonger vers l'océan voire à contourner l'île dans le mauvais sens. Pour les remettre sur le chemin avec un nudge, il choisit de placer une grotte à l'arrière de l'île afin d'attirer la curiosité du joueur, celle-ci le ramenant finalement à la partie tutoriel de l'île. Il observe également lors de ces sessions que les joueurs tardent souvent à apprendre la mécanique de grimpe — se coller contre un mur en maintenant un bouton — car peu de jeux permettent de grimper à toutes les surfaces mais les utilisateurs ont aussi tendance à passer les lignes de dialogue expliquant le gameplay. Afin d'enseigner cette mécanique par le level design, il décide plutôt d'introduire un club d'escalade sur la plage en jeu où il est directement possible d'observer des personnages non-joueurs réaliser cette action puis l'apprendre à Claire.
Des secrets sont aussi ajoutés dans le jeu pour récompenser l'exploration et l'observation ; c'est par exemple le cas grâce à la pelle qui permet de déterrer des objets dont la présence est indiquée sous forme de puzzle dans le décor, similairement aux graines de Korok là encore dans Breath of the Wild,. Le développeur emploie alors une mécanique pour favoriser le sentiment de découverte chez le joueur : il place cinq pelles de plage échangeables contre la grande pelle sur la partie basse de l'île, les pelles en doublon disparaissant dès qu'une est récupérée ; ceci garantit ainsi que tout joueur ait accès à cette mécanique sans qu'il ne s'en rende compte. Adam Robinson-Yu cite ainsi la série Animal Crossing comme une autre source d'inspiration pour ces mini-jeux supplémentaires, notamment en ce qui concerne les ombres de poissons dans l'eau pour inciter à la pêche et les symboles de croix dans le sol pour indiquer où creuser.
Finalement, une dernière mécanique est ajoutée lorsque Claire pénètre dans les zones les plus en altitude de l'île : ses plumes dorées gèlent et ne se régénèrent plus automatiquement lorsqu'elle touche le sol. Il faut alors se diriger vers un point chaud — comme un feu de camp ou une source thermale — et l'objectif du développeur est alors de transformer la dernière phase de l'ascension en un puzzle afin de pouvoir continuer à grimper malgré cette limitation.

#### Style graphique
Le rendu du monde du jeu à l'aide de « gros pixels croustillants » (en anglais : big crunchy pixels) et de modèles simples, donnant des graphismes rappelant ceux d'un style retro en pixel art, permettent à Adam Robinson-Yu d'étendre la portée du jeu et de lui donner une identité visuelle malgré ses compétences artistiques limitées,.

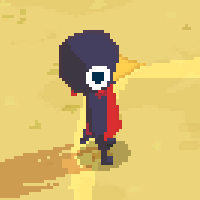
L'apparence graphiques des lieux et des personnages, ici Claire, est volontairement très pixelisée.

Il évoque avoir souhaité retrouver l'esthétique des jeux en deux dimensions étendus à un jeu en trois dimensions, prenant un contre-pied vis-à-vis des jeux contemporains qui tentent au maximum de cacher leurs pixels. Pour lui, l'intérêt de cette méthode réside dans la simplicité des sprites permettant au joueur de les reconstituer lui-même grâce à son imagination,. Il laisse toutefois, dans les options, la possibilité au joueur de modifier la taille des pixels, jusqu'à potentiellement atteindre de la 4K sur PS4 Pro et à l'avenir sur PS5,.
C'est notamment le plugin Unity GBCamera qui permet d'obtenir le style graphique caractéristique du jeu : ce dernier réalise une projection en deux dimensions du monde tri-dimensionnel avant qu'une autre caméra virtuelle ne fasse une interpolation avec un filtre baissant la résolution de l'image pour obtenir le rendu final. Afin de permettre aux graphismes de rester lisibles malgré le nombre minimum de pixels utilisés, il emploie un ombrage plat (en anglais : flat shading) mais n'utilise pas d'anticrénelage (en anglais : anti-aliasing). Il produit aussi ses propres fonctions de rampes d'éclairage pour permettre d'avoir des ombres cohérentes avec le pixel art. En post-traitement, ce sont notamment un effet de brouillard afin de ne garder que le premier plan à l'écran ainsi qu'une détection de contours pour conserver des silhouettes à l'arrière-plan qui sont utilisés.

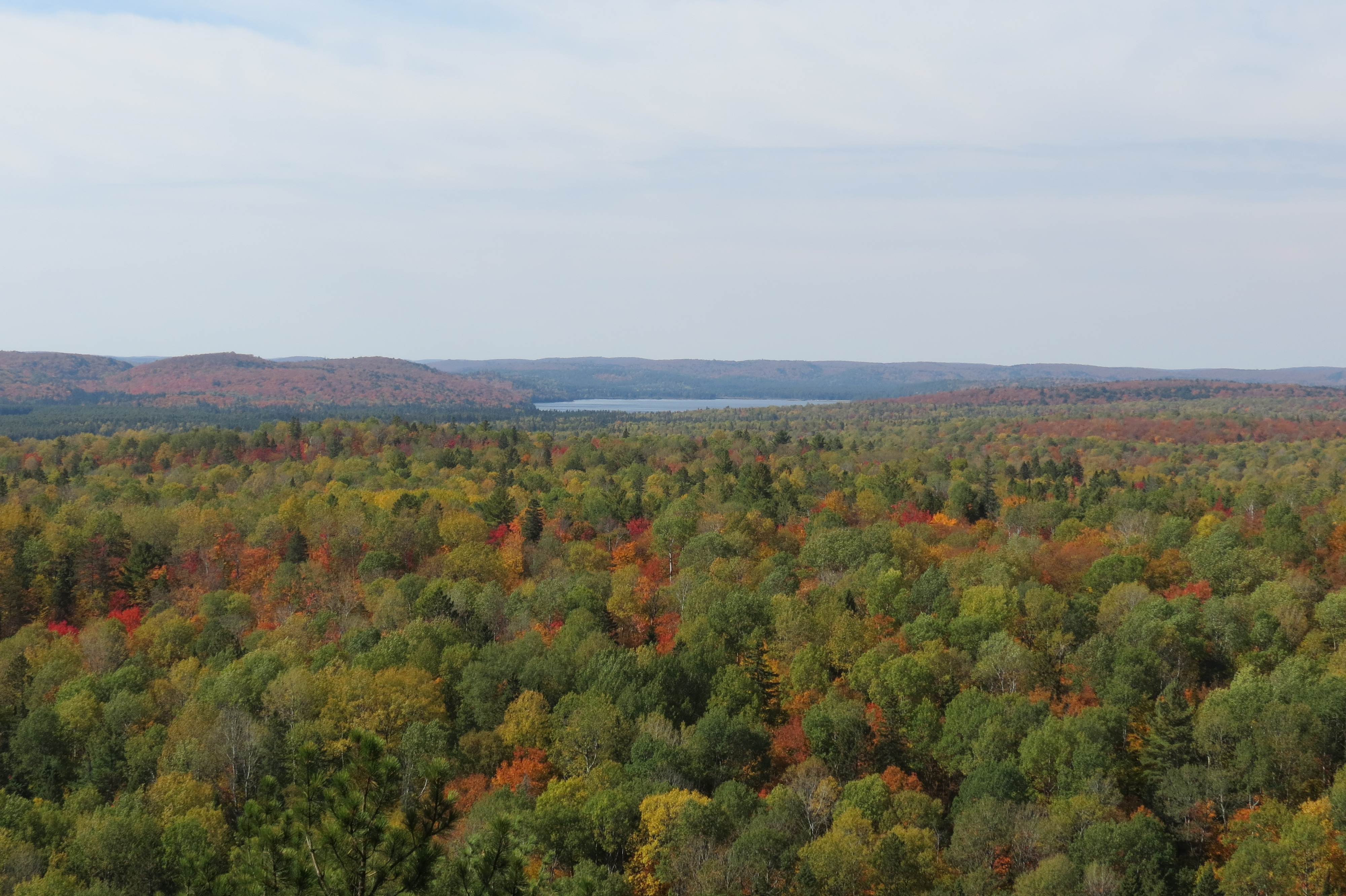
Paysage typique du bouclier canadien en automne, à l'origine de la palette de couleurs du jeu. Ici le parc provincial Algonquin, en Ontario, qui a directement inspiré le développeur.

La palette de couleurs du jeu est directement inspirée de photos du bouclier canadien en automne, et plus particulièrement de parcs tel celui d'Algonquin, en Ontario, qu'Adam Robinson-Yu a régulièrement visité dans sa jeunesse,,.

#### Dialogues
Il dit rencontrer le même syndrome de la page blanche que lors du développement de son jeu de rôle inspiré de Paper Mario au moment d'écrire des dialogues. Toutefois, il parvient à se débloquer en les écrivant comme s'il parlait à un ami via une messagerie instantanée,. Cette lutte avec soi-même et la difficulté d'être satisfait de son art est d'ailleurs représentée dans le jeu. Ainsi, Adam Robinson-Yu est personnifié par le peintre que Claire peut rencontrer à divers endroits de l'île et qui se montre toujours très anxieux envers la qualité de sa production, jusqu'à finalement s'accepter lors de la conclusion de son arc narratif.
Il est notamment aidé par sa partenaire et ses amis pour la rédaction des dialogues, notant que le travail collaboratif lui a permis de sortir de son blocage. Il mentionne aussi l'utilité des sessions de tests publics, par exemple à la bibliothèque publique de Toronto, afin de combattre son insécurité à ce sujet.

#### Musique
Le compositeur Mark Sparling, également originaire de Toronto, crée un système de bande-son adaptative qui combine des couches de mélodies et de musique d'ambiance en fonction de l'endroit où se trouve le joueur et de la façon dont Claire parcourt le terrain,. Les instruments vont ainsi s'ajouter ou se retirer en fonction de la position sur l'île, ce qui crée des variations sur le thème principal, tandis que des instruments à corde s'additionnent lorsque Claire est en train de planer,.
Par exemple, la première partie de l'île, près de la cabane de départ, est divisée en trois sous-parties qui partagent la même ligne de percussions ; toutefois elles ont des mélodies plus ou moins actives en fonction de combien Mark Sparling et Adam Robinson-Yu désiraient que chaque section de l'île soit mémorable pour le joueur. Toutes les parties de l'île fonctionnent ainsi sauf le sommet — où des couches d'instruments s'ajoutent à mesure de la progression de Claire vers le pic — et les phases en bateau — où des couches d'instruments, notamment des trompettes, s'ajoutent à mesure que la vitesse de l'embarcation augmente.
La bande-son consiste en un album folk qui est félicité pour son aspect calme,. Sparling cite notamment comme influences le compositeur du Studio Ghibli, Joe Hisaishi, les bandes-son d'Animal Crossing: New Leaf (2012) et Firewatch (2016), ainsi que l'album folk de Sufjan Stevens, Carrie & Lowell (2015). Plusieurs éditions vinyle limitées de l'album sont ensuite commercialisées.

### Commercialisation
A Short Hike est d'abord disponible en exclusivité via le service Humble Monthly en avril 2019 et sort ensuite sur Steam et itch.io le 30 juillet, avec une version mise-à-jour intitulée The Extra Mile,. Entretemps, du contenu supplémentaire est ajouté au jeu, notamment de nouveaux personnages, de nouveaux secrets, et de nouveaux mini-jeux tels que la pêche et le concours de parkour,.
En mars 2020, le jeu est offert gratuitement pour une durée limitée sur l'Epic Games Store en même temps que Anodyne 2: Return to Dust (2019) et Mutazione (2019). Le jeu sort ensuite sur Nintendo Switch le 18 août 2020, puis sur PlayStation 4 et Xbox One le 16 novembre 2021.
En avril 2022, Adam Robinson-Yu publie un mod de son jeu permettant à jusqu'à 99 joueurs possédant le jeu sur PC de parcourir la même île simultanément,. Initialement prévu comme un poisson d'avril où le jeu deviendrait un battle royale, le serveur reste ouvert deux semaines et il reste ensuite possible pour les joueurs d'ouvrir leurs propres serveurs. Toutefois, les joueurs ne peuvent en pratique pas physiquement interagir les uns avec les autres, seul l'affichage de leur personnage étant partagé,.

## Accueil

### Critiques
A Short Hike reçoit un accueil positif de la presse spécialisée. Sur l'agrégateur de critiques Metacritic, la version PC du jeu obtient un score de 82 % sur la base de onze critiques et la version Nintendo Switch obtient un score de 88 % sur la base de dix-sept critiques.

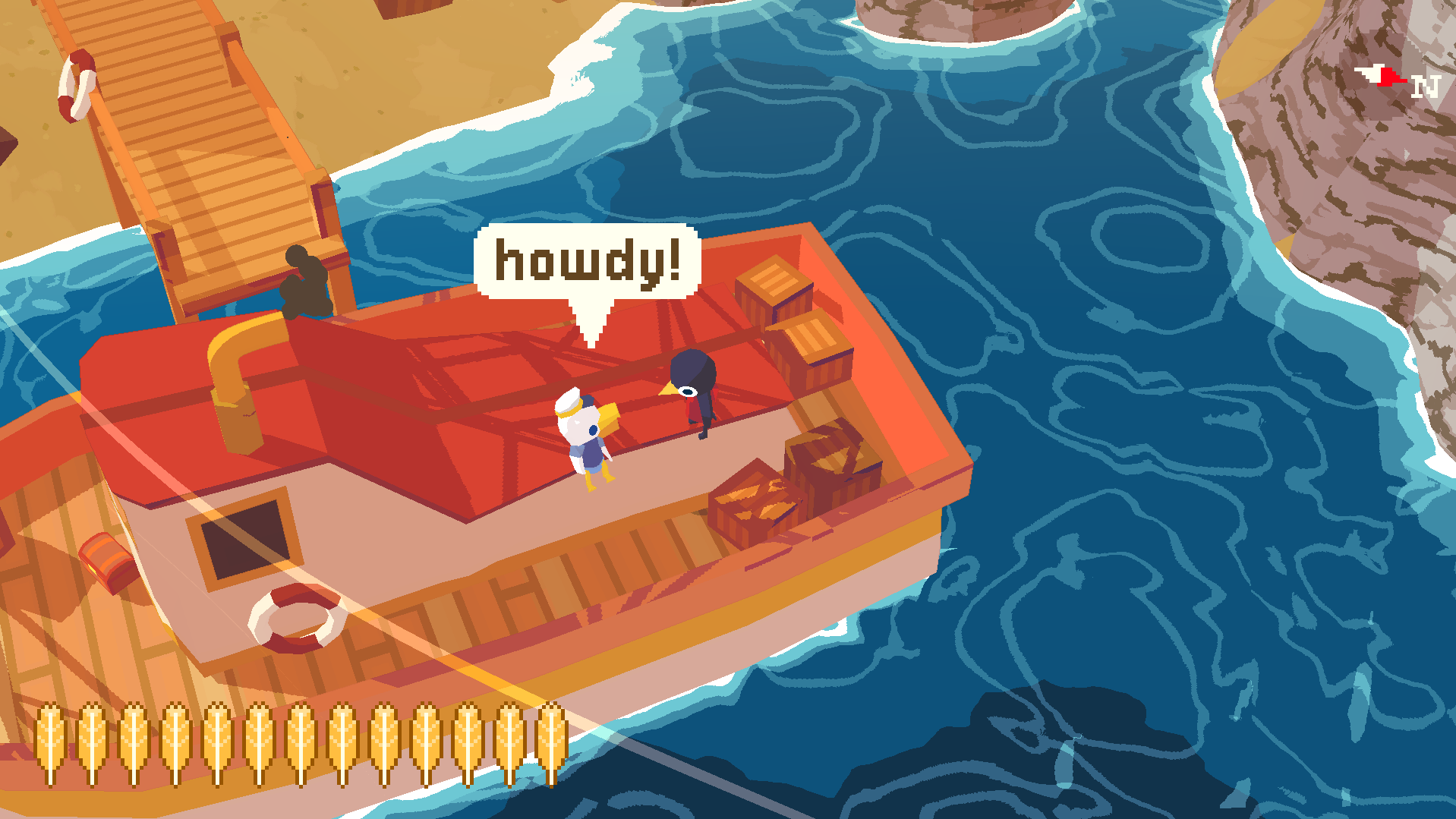
Les dialogues, remplis de traits d'humour et authentiques, sont très bien reçus par la critique.

Kevin Mesereau de Destructoid loue les dialogues qu'il trouve pleins d'humour et souligne que le jeu ne se prend pas au sérieux, ce qu'il apprécie. Il déplore toutefois la durée très faible du titre. D'un point de vue scénaristique, ce bémol affecte négativement, selon lui, l'évolution du personnage principal. Chris Wallace, de The Market for Computer and Video Games, commente que les dialogues sont « exceptionnels » et « hilarants », lui rappelant ceux de Night in the Woods. Pour Narelle Ho Sang de Kotaku, les dialogues sont remarquables par leur aspect authentique et réaliste, en plus de leur humour.
Alexis Zema pour Jeuxvideo.com apprécie la variété des environnements qu'offre le jeu. Il déclare qu'il « transpose avec merveille les sensations d'un Breath of the Wild à une échelle beaucoup plus modeste ». Le critique souligne que le titre plaira particulièrement aux joueurs avides d'exploration en plein air, caractérisant le jeu comme une expérience paisible. Ces comparaisons entre A Short Hike et ce jeu Zelda sont très courantes parmi les critiques, notamment en raison de la similarité de leurs mécanismes d'exploration en monde ouvert,,. Une autre comparaison couramment réalisée est faite avec la série Animal Crossing, du fait de l'atmosphère paisible et de la présence d'animaux anthropomorphes,,.
La note maximale de 10/10 est donnée par Stuart Gipp de Nintendo Life, ce dernier arguant qu'il s'agit d'un jeu vraiment complet et d'un nouveau point de référence (en anglais : a landmark) pour le jeu vidéo indépendant. Pour Cian Maher de TheGamer, A Short Hike est l'un des « meilleurs jeux depuis plusieurs années »,. Le jeu est inclus dans certaines listes des meilleurs jeux de l'année 2019, dont celles des magazines et journaux Eurogamer, Le Monde ou encore The Verge.

### Distinctions
En 2019, A Short Hike est nommé aux Golden Joystick Awards dans la catégorie « Meilleur jeu indépendant ». En 2020, il est nommé dans trois catégories aux D.I.C.E. Awards, dont une nouvelle fois dans la catégorie « Meilleur jeu indépendant ». Le jeu est enfin primé aux Independent Games Festival Awards 2020 par le Grand Prix Seumas McNally — équivalent du prix du meilleur jeu indépendant de l'année — et par le Prix du public. À ce sujet, le développeur du jeu commente :

« C'était vraiment important pour moi, c'était une sorte de rêve devenu réalité. Je suis allé à la GDC une fois en tant qu'étudiant, et je me suis dit "mince, je veux vraiment y retourner". Je voulais faire un "vrai jeu" ou quelque chose de plus grand un jour. Je voulais être nommé pour l'IGF afin d'avoir une raison de retourner à la GDC. »

— Adam Robinson-Yu
| Année | Cérémonie                         | Catégorie                 | Résultat   | Références |
| ----- | --------------------------------- | ------------------------- | ---------- | ---------- |
| 2019  | Golden Joystick Awards            | Meilleur jeu indépendant  | Nomination | [ 77 ]     |
| 2020  | D.I.C.E. Awards                   | Jeu familial de l'année   | Nomination | [ 78 ]     |
| 2020  | D.I.C.E. Awards                   | Meilleur jeu indépendant  | Nomination | [ 78 ]     |
| 2020  | D.I.C.E. Awards                   | Meilleure conception      | Nomination | [ 78 ]     |
| 2020  | Independent Games Festival Awards | Grand Prix Seumas McNally | Lauréat    | [ 79 ]     |
| 2020  | Independent Games Festival Awards | Meilleur design           | Nomination | [ 79 ]     |
| 2020  | Independent Games Festival Awards | Prix du public            | Lauréat    | [ 79 ]     |

## Analyse
Pour Nicole Carpenter de Polygon, le jeu dénonce la façon dont la plupart des gens seraient trop adeptes aux nouvelles technologies, ce que démontreraient notamment les prémices de l'intrigue : alors que Claire est concentrée sur l'usage de son téléphone portable, le gameplay et le design de l'île lui proposent de nombreuses activités la déviant de son objectif premier de grimper le plus vite possible la montagne. La critique relève notamment que A Short Hike « est une subversion de la technologie et du rien, une critique nuancée de ce que signifie ne rien faire et tout faire »,.
L'accueil positif du jeu sur Switch est mis en parallèle avec celui d'Animal Crossing: New Horizons (2020), car tous deux reposent sur l'évasion et sont sortis pendant le début de la pandémie de Covid-19, alors que de nombreux joueurs connaissaient des mesures de confinement,,. À l'échelle de l'industrie, ils s'inscrivent dans le cadre plus large des « wholesome games » (« jeux bienveillants ») : ces jeux non-violents proposent généralement des mécaniques ou une intrigue tournant autour de la recherche de l'harmonie et connaissent une popularité et une mise en avant grandissantes au début des années 2020, avec des émissions dédiées et des tendances annuelles décryptées par la presse,.
A Short Hike est ainsi remarqué pour sa représentation de la gentillesse par le média du jeu vidéo, que ce soit par la façon dont les mini-jeux et activités sont présentés ou par les dialogues en eux-mêmes. Une quête régulièrement commentée pour son originalité est celle de Sue, une lapine ayant perdu son bandeau rouge porte-bonheur, ce qui l'empêche de participer au marathon ayant lieu sur l'île,,. Claire peut ensuite rencontrer Taylor, une tortue courant avec un bandeau rouge similaire, et ce dernier accepter de l'offrir à Sue si cela lui permet de concourir contre elle. Sue se rend compte de l'échange mais comprend qu'elle s'accrochait au bandeau originel comme un symbole de son manque de confiance en elle, et elle accepte le nouveau bandeau en concluant : « Parfois je me demande si tout cela n'est pas un coup de chance... mais tu as raison ! Je n'ai pas besoin de chance »,. Sur l'île est également trouvable un oiseau ayant acheté toutes les plumes dorées du ranger Jon afin de les revendre plus cher aux randonneurs pour payer ses études. La gentillesse de Claire s'exprime alors dans la possibilité qu'elle lui offre de lui donner directement l'argent nécessaire.